# Tubanan (Tandes)
Tubanan is een bestuurslaag in het regentschap Soerabaja van de provincie Oost-Java, Indonesië. Tubanan telt 6978 inwoners (volkstelling 2010).